# 1813 en Grèce ottomane
Chronologie de la Grèce ottomane
- 1809
- 1810
- 1811
- 1812
- 1813
- 1814
- 1815
- 1816
- 1817

Cette page concerne les évènements survenus en 1813 en Grèce ottomane  :

## Naissance
- Ioánnis Damianós (el), avocat et personnalité politique.
- Dimko Hadzhiivanov (bg), personnalité politique.
- Dimítrios Pandazís (el), archéologue.
- Ioánnis Trambatzís (el), bienfaiteur.
- Andréas Vlantís (el), avocat et philologue.

## Décès
- Tzanétos Grigorákis (el), bey de Magne.
- Nikólaos Koutoúzis (el), peintre.
- Athanásios Pários (el), moine, théologien, philosophe, enseignant et hymnographe.